# 山本紘之
山本 紘之（やまもと ひろゆき、1988年8月9日 - ）は、日本テレビのアナウンサー。

## 略歴
中学1年からサッカーを始め、柏レイソルのユースに所属（高校3年の時の2年後輩に、のちにサッカー日本代表となる酒井宏樹がいた）。
千葉県立柏南高等学校を卒業後、スポーツ推薦で明治大学に入学、明治大学政治経済学部経済学科を卒業。
明治大学では体育会サッカー部に所属。サッカー部の2年先輩に長友佑都、同級生にプロサッカー選手となった笠原昂史・久保裕一・小林裕紀・山田大記らがいる。2009年度の全日本大学サッカー選手権大会でベストFW賞を獲得、また同年の天皇杯では3回戦でモンテディオ山形、4回戦でアルビレックス新潟から得点を挙げ、山形戦の得点は天皇杯のジャイアント・キリングを称える特別賞「SURUGA I DREAM Award」として表彰された。
プロサッカー選手としての誘いもあったが、日本テレビに内定したことでその道に区切りをつけ、2011年アナウンサーとして入社。同期は、徳島えりか。 同年7月24日、『真相報道 バンキシャ!』にリポーターとしてテレビ初出演する。同年8月6日、『第35回全日本少年サッカー大会決勝戦中継』でリポートを担当、8月20日・8月21日の『24時間テレビ34』の日産スタジアムチャリティーイベントで司会進行を担当した。
2012年10月から2014年12月まで『news every.』にスポーツキャスターとしてレギュラー出演した。特に2013年のクリスマスから番組終了時にスケッチブックに描いたイラストやコメントを披露するようになり、絵の上達ぶりが評価された。
2019年、第40回NNSアナウンス大賞テレビ部門大賞を受賞。同年7月、モデルの石川理咲子と結婚した事を発表。

## 人物
身長178 cm。趣味はサッカー、音楽鑑賞。目標はFIFAワールドカップ実況、ゴールデン番組での司会。信条は「謙虚に、素直に」。
俳優の渡辺裕太とは『news every.』での共演がきっかけで同年代ということもあり、現在でも親交がある。

## 出演
太字は出演中

### テレビ番組
- 日テレNEWS24（不定期）
- 真相報道 バンキシャ!
  - 中継リポーター（2011年7月24日）
  - ニュースコーナー担当（2016年6月19日）
- 新人アナの日進月歩（2011年10月30日 - 2012年10月21日）
- スッキリ!!
  - 「ロンドン五輪 スッキリ!!応援団ッス」担当（2012年1月6日 - 7月20日）
  - ニュースキャスター（2016年4月1日）[注 1]
- NNNニュースサンデー（2012年4月8日 - 9月23日、不定期）
- news every. - スポーツキャスター
  - 佐藤義朗の代理[注 2]（2012年7月23日 - 27日・30日 - 8月3日・6日）
  - 全曜担当（2012年10月1日 - 2014年12月26日）
- NNNニュース&スポーツ（2012年12月30日）- スポーツキャスター
- PON!（2014年3月 - 2018年9月27日）- 月 - 水曜レギュラー
- NNNストレイトニュース（2014年8月11日・12日・15日、2016年3月31日・4月1日）- 休暇中の矢島学の代理
- Going!Sports&News - アシスタント
  - 日曜担当（2015年4月4日 - 2017年10月2日、2018年10月7日 - 2021年9月26日）
  - 土・日曜担当（2017年10月8日 - 2018年9月30日）
  - 弘竜太郎の代理（2019年6月15日、2020年8月29日）
- NEWS ZERO→news zero
  - 右松健太休暇時の代理（2015年10月12日 - 16日）
  - 月 - 水曜スポーツキャスター（2018年10月1日 - 2022年3月23日）
  - 弘竜太郎の代理（2019年6月13日・14日、2020年3月13日・4月23日・30日・5月7日・14日・21日・28日・6月4日・11日・18日・26日・8月27日・9月11日、2021年7月16日）
  - 安村直樹の代理（2023年10月6日）
  - 金曜ニュースキャスター（2024年4月5日 - ）
- キユーピー3分クッキング（2017年1月12日 - 2018年10月19日[12]）- 4代目男性アシスタント
- ZIP!
  - 月曜スポーツキャスター（2017年4月3日 - 2018年9月24日）
  - 桝太一の代理 （2017年7月11日・12日・8月17日・18日）
  - 月〜水曜スポーツキャスター（2022年4月4日 - ）
  - 平松修造の代理（2023年10月19日・26日・27日・11月23日・24日、2024年5月23日・30日・6月6日・11月28日）
- ピョンチャンオリンピック2018（2018年2月）- 現地取材担当
- 上田晋也の日本メダル話 - 進行役[13]
- スポーツ中継
- バゲット（2018年10月3日 - 2019年3月27日）- 隔週水曜レギュラー
- デイリープラネット（日テレNEWS24）- 金曜担当サブキャスター
- news every.サタデー - 藤田大介不在時に不定期で担当
- NFL倶楽部
- ヒルナンデス!
  - 篠原光の代理[14][注 3]（2021年10月20日）
  - ｢ファッションセンスランキング男性アナウンサーSP」（2022年1月13日[15]・5月19日[16]）
- ゼロイチ（2021年11月27日）- 辻岡義堂の代理[注 4]

### テレビドラマ
- 花咲舞が黙ってない 第3シリーズ 第7話（2024年5月25日、日本テレビ） - アナウンサー 役（声のみの出演）

### テレビアニメ
- HUNTER×HUNTER（第2作）（2012年8月12日） - マフィア役

## タイトル

### クラブ
明治大学
- 関東大学サッカーリーグ戦1部：1回（2007年）
- 東京都サッカートーナメント：2回（2007年、2009年）
- 全日本大学サッカー選手権大会：1回（2009年）

### 個人
- SURUGA I DREAM Award（2009年）